# 托赖斯
托赖斯（法語：Thoraise，法語發音：[tɔʁɛz]）是法国杜省的一个市镇，位于该省西部，杜河左岸的一处弯道内，属于贝桑松区。

## 地理
托赖斯（47°10'26"N, 5°54'11"E）面积3.99 平方千米，位于法国勃艮第-弗朗什-孔泰大區杜省，该省份为法国东部内陆省份，北起上索恩省，西接汝拉省，东部及东南部与瑞士接壤，东北部与贝尔福地区省接壤。
与托赖斯接壤的市镇（或旧市镇、城区）包括：格朗方丹、布西耶尔、比西、蒙费朗堡、朗斯奈、托尔普、沃尔日莱潘。

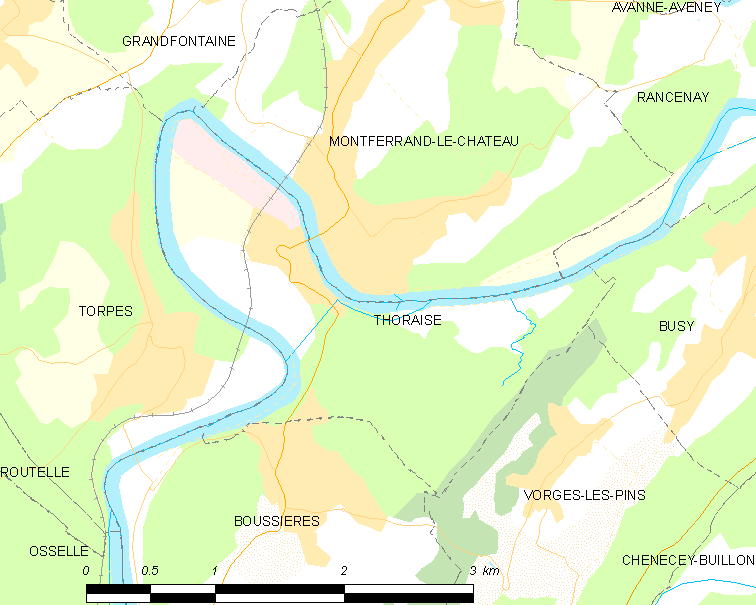
托赖斯的OSM定位图

托赖斯的时区为UTC+01:00、UTC+02:00（夏令时）。

## 行政
托赖斯的邮政编码为25320，INSEE市镇编码为25561。

## 政治
托赖斯所属的省级选区为贝桑松第六县。

## 人口

1962-2008年间托赖斯人口变化图示

托赖斯于2022年1月1日时的人口数量为336人。

## 交通
杜省省道D105线经过境内。